# Кокорко
Кокорко е местен български винен сорт грозде, който се отглежда разпръснато и на малки площи из цялата страна, но най-вече във Варненско и Преславско.
Познат е и с наименованията: Бяла бреза, Мисирчино, Древник.
Късно зреещ сорт. Гроздето узрява през втората половина на септември. Добре се развива на хълмовете. Дава високи добиви. Лозите се отличават с буен растеж. Неустойчив на сиво гниене.
Гроздът е средно голям, коничен, с едно или две крила, плътен. Зърната са малки, закръглени, жълто-зелени или кехлибарени, с редки черни точици.
Използва се за приготвяне на бели трапезни вина, богати с екстракт, плътни и свежи на вкус, с приятен плодов аромат, както и за купажи с други сортове. Гроздовият сок е със захарност 18 – 22 г./100 см3 и киселинност – 5 – 7,5 г/дм3.